# قاسم حسن اللامي
قاسم حسن اللامي رياضي عراقي والفائز بذهبية وبرونزية وزن 96 كغم ضمن بطولة العالم لرفع الاثقال في المملكة العربية السعوديةرفع 175 كغم في بطولة العالم المقامة منافساتها في العاصمة السعودية الرياض، الميدالية الذهبية في رفعة الخطف، خلال منافسات وزن 96 كيلو غراماً. بارك رئيس مجلس الوزراء العراقي محمد شياع السوداني هذا الإنجاز ووعد بتكريمه. تعتبر أفضل نتيجة للعراق في رفع الأثقال منذ دورة الألعاب الأولمبية عام 1960.

## بطولات
| تسلسل | البطولة                  | تأريخ | فئة    |
| ----- | ------------------------ | ----- | ------ |
| 1     | بطل العالم لرفع الأثقال  | 2023  | 96 كغم |
| 2     | بطولة اسيا               | 2023  | 96 كغم |
| 3     | بطولة آسيا للشباب        | 2016  | 69 كغم |
| 4     | بطولة آسيا للناشئين      | 2016  | 69 كغم |
| 5     | البطولة العربية للناشئين | 2015  | 56 كغم |